# Cleveland Browns 1992
La stagione 1992 dei Cleveland Browns è stata la 43ª della franchigia nella National Football League. Sotto la direzione del capo-allenatore Bill Belichick la squadra chiuse con un record di 7-9, terza nella propria division, mancando i playoff per il terzo anno consecutivo.

## Roster
| Roster dei Cleveland Browns nel 1992 |
| --- |
| Quarterback - 8 Brad Goebel - 19 Bernie Kosar - 18 Mike Tomczak Running Back - 33 Leroy Hoard - 34 Kevin Mack FB - 21 Eric Metcalf PR - 44 Tommy Vardell FB Wide Receiver - 80 Shawn Collins - 1 Michael Jackson - 87 Keenan McCardell - 4 Rico Smith - 85 Lawyer Tillman Tight End - 83 Mark Bavaro - 81 Scott Galbraith - 89 Pete Holohan - 88 Brian Kinchen Offensive Linemen - 77 Freddie Childress T - 72 Bob Dahl G - 69 Dan Fike T - 63 Jay Hilgenberg C - 66 Tony Jones T - 68 Ed King G - 70 John Rienstra G - 67 Chris Thome C Defensive Linemen - 90 Rob Burnett DE - 94 Bill Johnson DT - 96 James Jones DT - 97 Ernie Logan DT - 92 Michael Dean Perry DT - 98 Anthony Pleasant DE - 75 Pio Sagapolutele DE - 99 Alvin Wright DT Linebacker - 58 David Brandon OLB - 52 Richard Brown MLB - 53 Cedric Figaro MLB - 59 Mike Johnson MLB - 57 Clay Matthews Jr. OLB Defensive Back - 37 Harlon Barnett SS - 42 Latin Berry CB - 36 Fred Foggie - 38 Odie Harris SS - 39 Randy Hilliard CB - 25 Alfred Jackson CB - 31 Frank Minnifield CB - 22 Vince Newsome FS - 24 Terry Taylor CB - 29 Eric Turner SS - 28 Everson Walls CB Special Team - 11 Brian Hansen P - 3 Matt Stover K Lista delle riserve - -- Selwyn Jones CB (IR) - 17 Todd Philcox QB (IR) - 86 Patrick Rowe WR (IR) Squadra di allenamento - -- Herbie Anderson DB - 54 Eddie Sutter ILB |
| Legenda - I rookie sono in corsivo. - Il primo ruolo è il principale mentre gli eventuali successivi indicano i ruoli secondari. - (IR) sta per Injured Reserve ed indica la lista ristretta per un solo giocatore infortunato che può tornare ad allenarsi dopo la settimana 6 e a rientrare in prima squadra dopo che questa ha giocato 8 partite. - (NF-Inj.) / (NF-Ill.) stanno rispettivamente per Non-Football Injured e Non-Football Illness ed indicano le liste dove viene inserito un giocatore che ha un infortunio o una malattia non dipendente dal football americano. - (PUP) sta per Physically Unable to Perform ed indica la lista dove viene inserito un giocatore mentre è in attesa di recuperare la condizione fisica. Nella stagione regolare dopo la sesta partita giocata dalla propria squadra, il giocatore ha tempo tre settimane per riprendere ad allenarsi, più tre settimane aggiuntive dal suo rientro agli allenamenti per rientrare in prima squadra. |

## Calendario
| Stagione regolare |              |                         |           |        |                               |          |
| Turno             | Data         | Avversario              | Risultato | Record | Stadio                        | Pubblico |
| 1                 | 6 settembre  | at Indianapolis Colts   | S 3–14    | 0–1    | Hoosier Dome                  | 50,766   |
| 2                 | 14 settembre | Miami Dolphins          | S 23–27   | 0–2    | Cleveland Municipal Stadium   | 74,765   |
| 3                 | 20 settembre | at Los Angeles Raiders  | V 28–16   | 1–2    | Los Angeles Memorial Coliseum | 48,102   |
| 4                 | 27 settembre | Denver Broncos          | S 0–12    | 1–3    | Cleveland Municipal Stadium   | 78,064   |
| 6                 | 11 ottobre   | Pittsburgh Steelers     | V 17–9    | 2–3    | Cleveland Municipal Stadium   | 78,080   |
| 7                 | 18 ottobre   | Green Bay Packers       | V 17–6    | 3–3    | Cleveland Municipal Stadium   | 69,268   |
| 8                 | 25 ottobre   | at New England Patriots | V 19–17   | 4–3    | Foxboro Stadium               | 32,219   |
| 9                 | 1 novembre   | at Cincinnati Bengals   | S 10–30   | 4–4    | Riverfront Stadium            | 54,765   |
| 10                | 8 novembre   | at Houston Oilers       | V 24–14   | 5–4    | Houston Astrodome             | 57,348   |
| 11                | 15 novembre  | San Diego Chargers      | S 13–14   | 5–5    | Cleveland Municipal Stadium   | 58,396   |
| 12                | 22 novembre  | at Minnesota Vikings    | S 13–17   | 5–6    | Hubert H. Humphrey Metrodome  | 53,323   |
| 13                | 29 novembre  | Chicago Bears           | V 27–14   | 6–6    | Cleveland Municipal Stadium   | 73,578   |
| 14                | 6 dicembre   | Cincinnati Bengals      | V 37–21   | 7–6    | Cleveland Municipal Stadium   | 68,368   |
| 15                | 13 dicembre  | at Detroit Lions        | S 14–24   | 7–7    | Pontiac Silverdome            | 65,970   |
| 16                | 20 dicembre  | Houston Oilers          | S 14–17   | 7–8    | Cleveland Municipal Stadium   | 59,898   |
| 17                | 27 dicembre  | at Pittsburgh Steelers  | S 13–23   | 7–9    | Three Rivers Stadium          | 53,776   |

Note: gli avversari della propria division sono in grassetto.

## Classifiche
| AFC Central             |    |    |   |      |      |      |     |     |     |
|                         | V  | S  | P | %    | CONF | DIV  | PF  | PS  | STR |
| (1) Pittsburgh Steelers | 11 | 5  | 0 | .688 | 5–1  | 10–2 | 299 | 225 | V1  |
| (5) Houston Oilers      | 10 | 6  | 0 | .625 | 3–3  | 7–5  | 352 | 258 | V2  |
| Cleveland Browns        | 7  | 9  | 0 | .438 | 3–3  | 5–7  | 272 | 275 | S3  |
| Cincinnati Bengals      | 5  | 11 | 0 | .313 | 1–5  | 4–8  | 274 | 364 | S1  |